# Claude Mann
Pour les articles homonymes, voir Mann.
Claude Mann est un acteur, chanteur, metteur en scène et directeur de théâtre français, né le 22 octobre 1940, à Antony (Hauts-de-Seine, France).

## Biographie
Claude Mann naît en 1940 sous le nom d’état civil de Claude Tasset, à Antony en banlieue sud de Paris.

### Cinéma
Il commence une carrière cinématographique, marquée notamment par sa collaboration avec le réalisateur français Jacques Demy, pour lequel il interprète La Baie des Anges en compagnie de Jeanne Moreau (1962).
Parmi ses autres interprétations, on relèvera :
- L'assassin connaît la musique..., un film réalisé par Pierre Chenal sorti en 1963. Avec Paul Meurisse et Maria Schell.
- Compartiment tueurs, film français réalisé par Costa-Gavras et sorti en 1965. Avec Yves Montand, Jacques Perrin, Jean-Louis Trintignant, Simone Signoret et Michel Piccoli (rôle de Jean-Lou Gabert).
- L'Armée des ombres, film français de Jean-Pierre Melville et sorti en 1969, rôle de Claude Ullman dit « Le Masque ».
- India Song, film réalisé par Marguerite Duras en 1970 avec Delphine Seyrig et Michael Lonsdale.

### Télévision
En 1970, il a été le partenaire d' Uta Taeger dans la série Un taxi dans les nuages diffusée sur la Première chaîne de l'ORTF.

### Chanson et music-hall
Pendant les années 1970, il continue à travailler pour le petit et le grand écran, mais prend également part à l’aventure d’un nouveau style de music-hall avec le café-théâtre Le Café de la Gare.
Le Café de la Gare (café-théâtre à Paris) est né le 12 juin 1969, des rêves de Romain Bouteille, Coluche, Sotha et d'une bande de copains qui s'étaient rencontrés pendant les événements de mai 68 : Patrick Dewaere, Henri Guybet, Jean-Michel Haas, Miou-Miou, Catherine Mitry et Gérard Lefèvre.
Claude Mann est du premier spectacle, puis participera à d'autres avec Sotha et Romain Bouteille. Il chantera également à La Vieille Grille, en compagnie de Rufus, Henri Dès, Jacques Higelin, François Dyrek, Armand Babel.

### Acteur, metteur en scène et directeur de théâtre
Depuis les années 1980, il se consacre principalement au théâtre, à la fois interprète et metteur en scène.
En 2001, il fonde à Joinville-le-Pont, dans le Val-de-Marne, un théâtre qui prend le nom d’un de ses anciens compagnons du Café de la Gare, le théâtre François Dyrek. Il en assure la direction. Le théâtre François Dyrek est une salle privée de 100 places, installée dans le quartier de Polangis.

## Filmographie

### Comme acteur

#### Cinéma

##### Longs métrages
- 1962 : La Baie des Anges de Jacques Demy : Jean Fournier
- 1963 : L'assassin connaît la musique... de Pierre Chenal : Francis Poudrieux
- 1963 : L'Âge ingrat de Gilles Grangier : Charles-Edouard
- 1964 : Compartiment tueurs de Costa-Gavras : Inspecteur Jean-Lou Gabert
- 1965 : La Corde au cou de Joseph Lisbona : Marc
- 1967 : L'homme qui trahit la mafia de Charles Gérard : Commissaire Claude Lambert
- 1969 : L'Armée des ombres de Jean-Pierre Melville : Claude Ullman « Le Masque »
- 1970 : Sacco et Vanzetti (Sacco e Vanzetti)[4] de Giuliano Montaldo : Eddie, un journaliste
- 1971 : Incontro de Piero Schivazappa : Stefano
- 1973 : La Bonne Année de Claude Lelouch : Claude, l'intellectuel
- 1975 : India Song[5] de Marguerite Duras : Michael Richardson
- 1976 : Souvenirs d'en France d'André Téchiné : Prosper Pedret
- 1978 : L'Innocent (L'Innocente) de Luchino Visconti : le prince
- 1987 : Papillon du vertige de Jean-Yves Carrée
- 1989 : A Soldier's Tale de Larry Parr : Winterhalter
- 1990 : Le Passé recomposé de Claude Mann et Jeanne-Claude Tasset
- 1995 : L'Univers de Jacques Demy d'Agnès Varda : lui-même

##### Courts métrages
- 1969 : Il arrivera de la mer de Sotha : Le Messie
- 1970 : Le Moment décisif de Sotha
- 1972 : Glissom butreu (Pour du beurre) de Sotha : L'homme
- 1973 : Le Jeu des preuves de Luc Béraud
- 1974 : Lettres mortes de Dimitri Davidenko
- 1987 : Dérive de Michel Bouttier
- 1989 : L'Adieu aux kid's de Pauline Tonneau
- 1990 : Conversations en escalier de lui-même
- 1990 : Un ange à la terrasse de Thierry Aoujda

#### Télévision
- 1961 : Gilda appelle Mae West de Jean-Marie Serreau, Centre de Recherche de l'ORTF
- 1963 : Les Parisiennes de Paris d'André Teissière
- 1964 : Les Armes de la nuit de Gilbert Pineau (téléfilm) : Jean-Jacques, frère de Nicole
- 1965 : Gwendoline de Gilbert Pineau
- 1967 : Malican père et fils de Yannick Andréi (série télévisée) : Daniel
- 1970 : Un taxi dans les nuages de Gérard Sire (série télévisée) (13 épisodes sur l’aviation de tourisme) : Claude Martin
- 1971 : Le Compte Yoster (Bavaria Films)
- 1972 : Quelque chose de foudroyé d'André Leroux
- 1972 : Le Voleur de riens de Janine Guyon (téléfilm) : Jean-Pierre Vinières
- 1973 : Le Hors-champ de Gérard Guillaume (téléfilm) : Claude
- 1974 : Cadoudal de Guy Seligmann (téléfilm) : Rivière
- 1977 : Richelieu, le Cardinal de velours de Jean-Pierre Decourt (mini-série) :
- 1981 : Sept hommes en enfer de Youri (téléfilm) : Hollandy
- 1984 : La vie continue de Dino Risi (série télévisée), 6 épisodes
- 1985 : The Paper Chase (série télévisée), épisode The Choice de Ralph Senensky
- 1985 : Les Cinq Dernières Minutes (série télévisée), épisode Tilt de Jean-Pierre Desagnat : Balland
- 1986 : Cinéma 16 (série télévisée), épisode Jours de sable de Youri : Jacques Tréguier
- 1987 : SOS disparus de Joël Santoni, épisode pilote Les Sœurs du Nord : Julien
- 1989 : Marie Pervenche (série télévisée), épisode L'amnésique est bon enfant de Claude Boissol : Professeur Vincent
- 1990 : Les Cinq Dernières Minutes, (série télévisée), épisode Ça sent le sapin de Youri : Docteur Helleu
- 1999 : Julie Lescaut (série télévisée) saison 8, épisode 2 Interdit au public de Gilles Béhat : Vallet

### Comme scénariste
- 1958 : Les Amours jaunes de Jean Rollin (court métrage)
- 1990 : Le Passé recomposé, scénario coécrit avec Jeanne-Claude Tasset, colauréat du prix Victor-Hugo CNC.

## Théâtre sélectif
- 1961 : Caligula d'Albert Camus, mise en scène Summer Gunner, Université de Murcie et d'Antony
- 1961 : Le Soulier de satin de Paul Claudel, mise en scène Summer Gunner, Université de Murcie
- 1961 : Gilda appelle Mae West de Michel Parent, mise en scène Jean-Marie Serreau, Festival des Nuits de Bourgogne
- 1963 : Foudroyé d'Antoine Bourseiller, mise en scène Antoine Bourseiller, Théâtre des Champs-Élysées
- 1962 : Science fiction, mise en scène de Jean-Marie Serreau, Palais de l'Unesco
- 1966 : La Tempête de William Shakespeare, mise en scène du C. T. Longwy
- 1970 : Savonarole de Michel Suffran, mise en scène Jean-Pierre Laruy, CTL Limoges et en 71 Théâtre de l'Odéon
- 1971 : Un strict minime homme de Claude Mann, mise en scène, Café de la Gare.
- 1973 : Partage de midi de Paul Claudel, mise en scène G.-H. Régnier, Théâtre Municipal de Bourges
- 1974 : La Tribu d'argile de Claude Confortès, mise en scène Claude Confortès, Festival de la Rochelle
- 1974 : Le Fléau des mers, collectif, mise en scène Stéphane Meldegg, Théâtre de la Gaité, Festival d'Avignon
- 1977 : La Danse de mort d'August Strindberg, mise en scène Jean-Pierre Laruy, CTL Limoges, Théâtre du Caire, Espace Cardin
- 1981 : Détruire, dit-elle de Marguerite Duras, mise en scène François Pesanti, Festival d'Avignon
- 1981 : La Mouette d'Anton Tchekhov, mise en scène Sissia Buggy, (Trigorine) Espace Marais (reprise 1989-90)
- 1983 : Le Mariage de Figaro de Beaumarchais, (le comte Almaviva) mise en scène Michel Bouttier, Espace Marais
- 1984 : Expectativus de Patrice Marée-Breyer, mise en scène Claude Mann, Théâtre 12, Nice
- 1986 : Intérieur de Maurice Maeterlinck, mise en scène Claude Régy, Théâtre Gérard Philipe de Saint-Denis et à Strasbourg
- 2001 : Fais une pause, on est dimanche ! d’Éliane Gallet, mise en scène Claude Mann, Théâtre Francois-Dyrek (Joinville-le-Pont)
- 2002 : Le Joueur d'échecs de Stefan Zweig, adaptation et mise en scène Claude Mann, Théâtre Francois-Dyrek
- 2003 : Solness le constructeur d’Henrik Ibsen, mise en scène Claude Mann, Théâtre Francois-Dyrek
- 2005 : Don Quichotte, le chevalier à la triste figure de Pierre Vielhescaze d'après Cervantes, interpr. Claude Mann, Théâtre de Saint-Maur
- 2006 : Le Misanthrope de Molière, mise en scène Claude Mann, (Alceste) Théâtre Francois-Dyrek
- 2007 : Cyrano de Bergerac d'Edmond Rostand, mise en scène Claude Mann, (Cyrano) Théâtre Francois-Dyrek
- 2010 : Les Cages à poules de Sacha Martins, mise en scène Claude Mann, Théâtre François-Dyrek
- 2011 : Alice au pays des merveilles de Lewis Carroll, adaptation et mise en scène Claude Mann (Chapelier), Théâtre F-Dyrek
- 2012 : Feu la mère de Madame de Georges Feydeau, mise en scène Claude Mann, Théâtre François-Dyrek,
- 2015 : La mort ne voulait pas de lui. WYATT EARP d'Albert Morret, mise en scène Claude Mann
- 2016 : Le Malade imaginaire, de Molière, mise en scène Claude Mann

## Musique et chant

### Comédie musicale
- 1975 : Le Voleur de rien de Gérard Sire, mise en scène de Jeanine Guyon (Télévision)
- 1977-1978 : Plantons sous la suie de Claude Mann et Sotha, mise en scène Sotha, Café de la Gare, Théâtre Saint-Georges
- 1980 : Danse toujours, tu m'intéresses de Claude Mann, mise en scène et interprétation, Théâtre des Mathurins

### Music hall
- 1960 : Chansons, Les Anysetiers du Roy Cabaret sur l'Île Saint-Louis
- 1963 : Le Joueur, Discorama de Denise Glaser (Télévision)
- 1963 : Tour de chant au Milord l'Arsouille, 1re partie de Michèle Arnaud
- 1964-1965 : Les Raisins verts de Jean-Christophe Averty, Michèle Arnaud, Pierre Koralnik (Télévision)
- 1965-1966 : Chansons, à L'École Buissonière de René-Louis Lafforgue
- 1967 : Tour de chant, La Vieille Grille de Maurice Allezrat (Paris)
- 1969 : Chanteur du 1er spectacle du Café de la Gare
- 1970 : Tour de chant, Le Tripot
- 1972 : Festival du one man show, Café de la Gare, chansons
- 1973 : Sud-Ouest, terre de poésie de J-P. Laruy et M. Suffran, tournée
- 1973 : La femme est un loup pour l'homme Show musical avec Sotha et Virginie Café de la Gare
- 1974 : Festival du one man show, Café de la Gare
- 1976-1985 : Claude Mann show, Le Pétrin, Café de la Gare, Nice
- 2013 : "Amours... Toujours...? ", poèmes et chansons, Théâtre François Dyrek (Joinville)

### Musique et orchestrations
- 1974 : Lettres mortes (cinéma)
- 1975 : Le Fléau des mers (théâtre)
- 1977 : Plantons sous la suie (théâtre)
- 1978 : Croc et Bronto (dessin animé TV)
- 1979 : Danse toujours, tu m'intéresses (orch. G. Louvet, théâtre)
- 1983 : Le Mariage de Figaro (théâtre)

## Discographie
- 1963 : Le Joueur (Pathé Marconi)
- 1967 : Le Voyage (CBS)
- 1974 : Génération perdue (Mouloudji) — également orchestrations
- 1977 : Louis-Ferdinand Céline, également musique et orchestrations (Adès)